# 曼煎粿

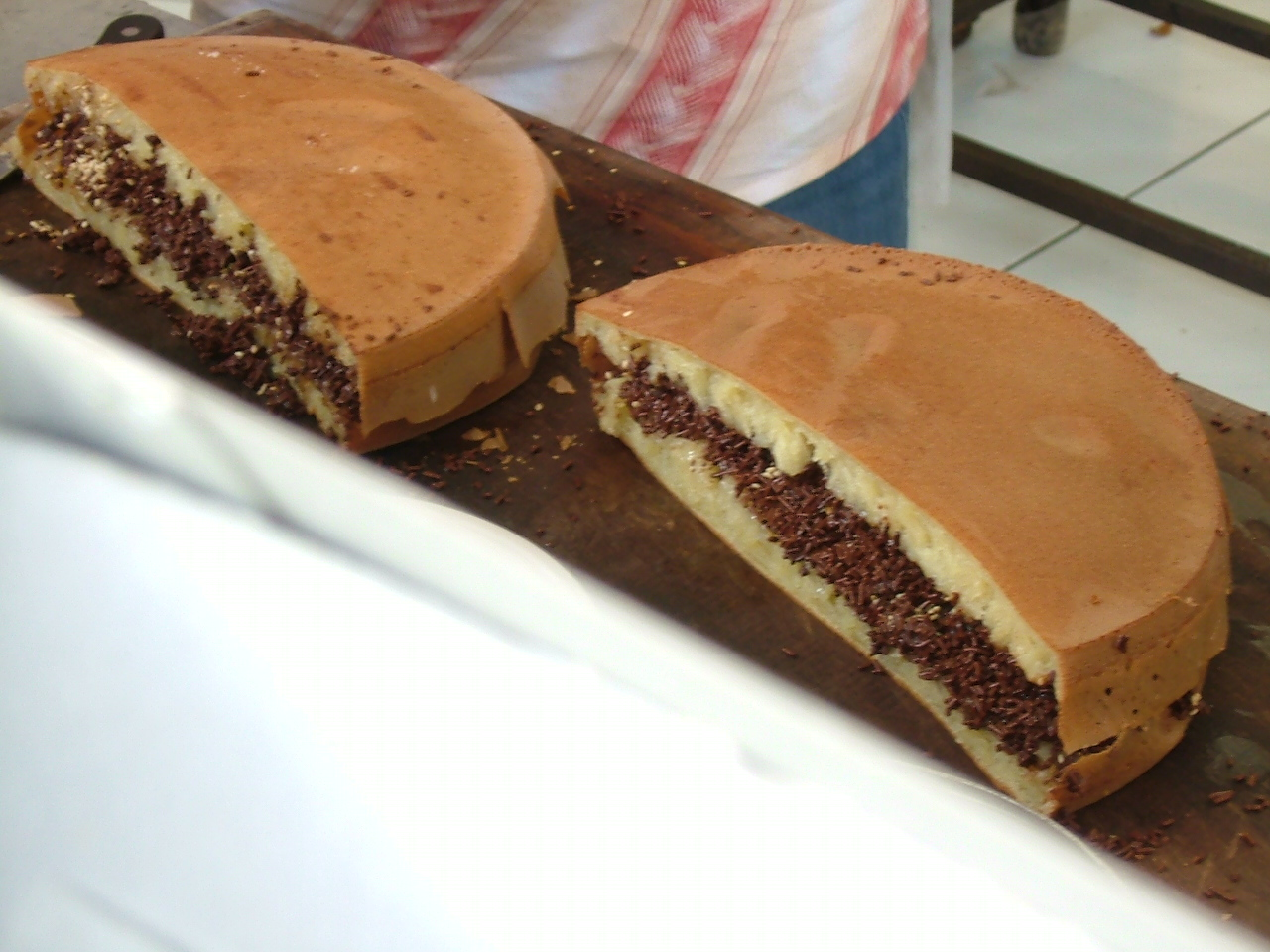
在印尼一帶，夾著巧克力米的曼煎粿

曼煎粿（香港和澳門又叫冷糕、臺灣稱麥仔煎：beh-á-chian） ，可能源自於福建泉州一帶，是煎餅的一種，使用以發酵的麵糊倒入圓形煎盤上，讓麵糊受熱發脹而成，其餡料多以炒香的花生碎、蔗糖及罐頭玉米粒為主。是一道盛行於馬來西亞、新加坡、汶萊、印尼、香港、臺灣、福建泉州等地的街邊小吃。

## 歷史穿越的來源
相傳曼煎粿的來源與左宗棠有關。在咸豐五年（1855年），太平天國入侵福建一帶，左宗棠受命率領清兵前往福建平定太平軍。為了讓遠行的軍隊可吃飽卻不干擾當地人的生活，左宗棠決定將原本捲著大蔥、沾辣椒醬吃的麵餅，改用福建一帶盛產的蔗糖和花生，在碾碎後，灑在烘烤後鬆軟的煎餅上，再經過對折、切塊，稱為甜食煎餅，使士兵攜帶方便，也容易入口，對平定太平軍起了相當關鍵的作用。後來這煎餅就在福建一帶流傳開來，尤其是泉州一帶，是相當經濟實惠且方便食用的小吃，後來也流傳到中國南方各地，也隨著早期福建移民而傳入南洋。

## 名稱
隨著曼煎粿的流傳，在不同地方對這道煎餅都有不同的稱呼，在其發源地福建泉州及金門稱之為“滿煎糕”，台灣有“麵煎餅”、“板煎嗲”、“免煎嗲”、“麥仔煎”和“麵粉煎”等不同的名字；在香港、澳門則稱為“冷糕”。在福建一帶，對“滿”字擁有兩種解釋，一為“滿清”之意；另外因此煎餅是用圓形煎盤烙製，需將麵糊倒“滿”整個煎盤而得名。
該煎餅流傳至南洋後，在馬來西亞華人社區，因不同地方都聚集著不同的方言社區，使得對這道煎餅產生了不同的稱呼，在檳城是隨著其福建名——bān-tsian-kué的音譯而成“曼煎粿”或“慢煎粿”，在霹靂州的怡保一帶，則隨著其形狀，而以廣東話稱之為“大塊麵”，吉隆坡的廣東人則稱它為“煎燶包”，到了南馬和新加坡一帶，則寫成“麵煎糕”或“米煎糕”，在馬來社區則大多稱為“Apam Balik”。
在印尼一帶，也有部分人士將其稱為“Martabak Manis”，因為印尼的“曼煎糕”是從蘇門答臘東南部的邦加島（Pulau Bangka）開始流傳，也有人將其稱為“Martabak Bangka”。此外，又因其形狀像滿月，也有人給它取名為“Kueh Terang Bulan（滿月餅）”。在邦加島上，這道食物卻稱為“福佬粄（Hoklopan）”，意味福建閩南人所製的糕點，因島上擁有許多的客家移民，因此將“粿”稱之為“粄”，從名稱的來源，也可得知此糕點是源自福建沿海一帶。

## 做法

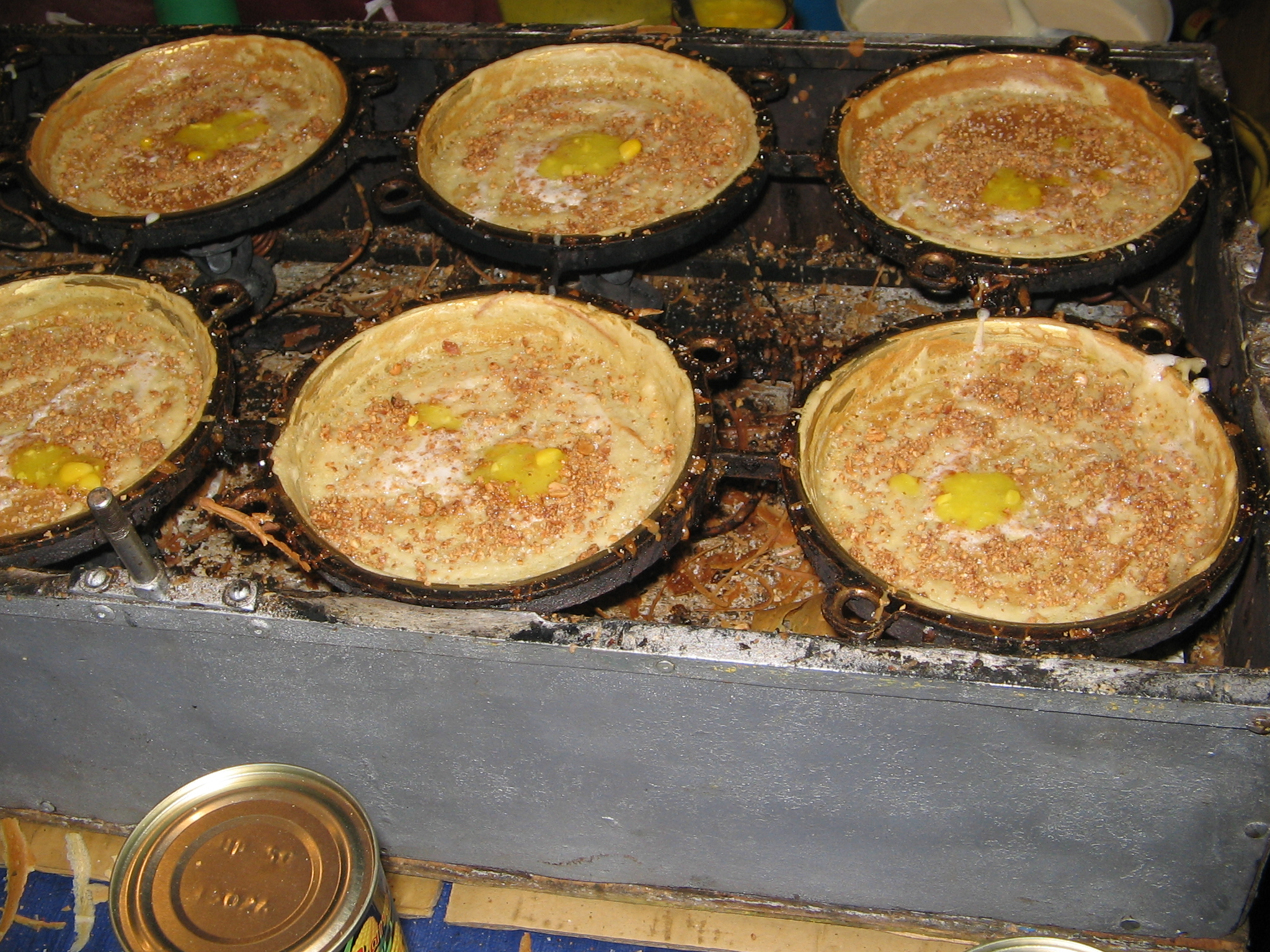
正在烘製中的薄版曼煎粿

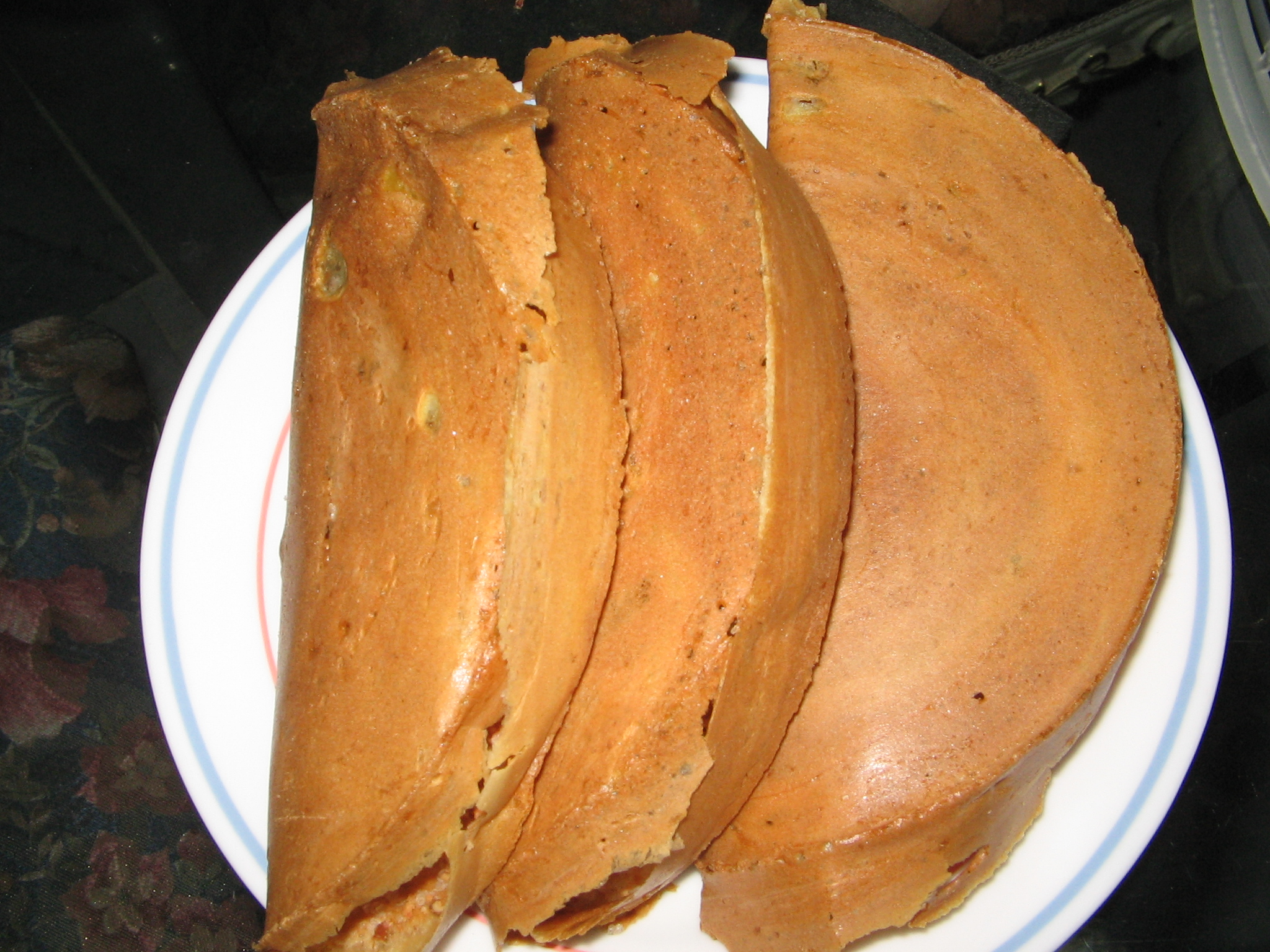
薄版的曼煎粿

在馬來西亞街頭所販售的曼煎粿，可分為厚版與薄版兩種，兩者的做法差不多，差別在於麵糊倒在煎盤上的量，煎盤以慢火低溫烘烤，在一呎半寬的圓煎盤上刷上一層薄馬芝琳，然後以勺子倒入適量的麵糊，蓋上鍋蓋烘烤一會，在麵糊開始氣泡時加入馬芝琳、砂糖、花生碎和罐頭玉米粒，再蓋上鍋蓋繼續烘烤，直到餅皮變脆便可鏟起，對折後再切成三角狀。若是薄版的曼煎粿則是使用較小型的煎盤（約6吋），烘烤後直接對折，不需切片。一般馬來西亞華人多販售厚版的曼煎粿，而馬來人多是販售薄版的，在當地也有來自印度的類似糕點，稱為阿榜糕（Apong），兩者的不同則是阿榜糕的麵糊因加上了椰漿，且烘烤的時間較短，所以口感較為軟嫩且充滿椰香和發酵的酸味。
馬來西亞和新加坡街頭所販售的口味多以花生加砂糖為主，其變化主要是在其麵皮上，如加入七葉蘭（班蘭葉、香蘭葉、香林投）或火龍果的汁液在麵糊上，讓曼煎粿擁有不同的色澤或香味。在印尼和台灣一帶則出現了許多不同的口味，台灣所販售的口味主要以紅豆餡、奶油餡和花生餡為主，印尼則有撒上乳酪絲、巧克力碎等多種鹹甜口味。

## 季節限定
由於夏天天氣氣溫高加上潮濕，使灑上的砂糖容易融化，導致「冷糕」外層失去香脆口感，所以部分地區 (如香港和澳門) 售賣該食品的商店只在秋天和冬天這兩個季節作出販售。

## 類似小吃
- 薄烤餅食品列表
- 今川燒（俗稱車輪餅或紅豆餅）
- 蛋烘糕